# Тростянець (футбольний клуб)
Футбольний клуб «Тростяне́ць» (до січня 2020 — «Тростянець-2») — український професійний (з 24 червня 2021 року) футбольний клуб з однойменного міста Сумської області, заснований у 2015 році. В сезоні 2021/22 виступав у Другій лізі чемпіонату України. Домашні матчі приймає на стадіоні імені Володимира Куца.

## Історія
У 2015 році засновано громадську організацію «Спорт Тростянеччини». Ідея належить міському голові Тростянця Юрію Бові. У складі організації створили ФК «Тростянець», який того ж року почав брати участь у футбольних змаганнях Сумщини. Перед організацією стояли завдання відновлення команди, привернення уваги до футболу, повернення вболівальників на стадіон, популяризація дитячої секції з футболу та максимальне висвітлення футбольного життя міста. Заручившись підтримкою Тростянецької міської ради та шоколадної фабрики Mondelēz International почалась підготовка до першого повноцінного сезону. Основну частину витрат на розвиток команди ГО «Спорт Тростянеччини» отримала від Тростянецької міської ради в рамках конкурсу громадських проектів, футбольну форму, у кольорах міста, допомогла закупити шоколадна фабрика.
У свій перший сезон команда заявилась в обласний чемпіонат, де за підсумками турніру посіла друге місце пропустивши вперед переможця «Локомотив» (Конотоп). У зимовому чемпіонаті області, що відбувся у грудні 2015 року «Тростянець» посів 4-е місце серед сімох учасників.
Під час зимової паузи команда почала підготовку до нового сезону 2016 року. В польському місті Боґухвала команда провела товариську зустріч з місцевою командою, яка завершилася з рахунком 1:1. На базі клубу створили команду «Тростянець-2», який брав участь в турнірі Охтирського району. За підсумками сезону перший склад виборов бронзові нагороди, а «Тростянець-2» посів 6 місце серед десяти команд.
Наступний сезон 2017 року тростянчани були серед фаворитів але вже у середині чемпіонату міцно закріпились на третій сходинці, а у підсумку фінішували п'ятими. Найяскравішою подією сезону стала гра з нагоди Дня міста організована Тростянецькою міською радою. ФК «Тростянець» на стадіоні імені Куца зіграв з командою «Легенд українського футболу». У складі гостей на поле вийшли: Олег Саленко, Андрій Воробей, Святослав Сирота, Анатолій Безсмертний та інші. Гра завершилась з рахунком 3:4 на користь гостей.
У 2018 році відбулась реорганізація клубу. Була створена футбольна академія. Через банкрутство охтирського «Нафтовика» замість фарм-клубу «Нафтовик-2» у вищому дивізіоні чемпіонату області зайняв ФК «Тростянець», другий склад заявили до першого дивізіону, а третій виступав в чемпіонаті Охтирського району. Перша команда за підсумками сезону посіла 4-е місце. А в Кубку області поступились клубу «LS Group» 0:2.
У 2019 році обидві команди змагались у вищому дивізіоні чемпіонату області, за підсумками якого «Тростянець-2» посів 2-е місце, а перша команда — лише 4-те. «Тростянець-2» виграв Кубок Сумської області та потрапив до Української футбольної аматорської ліги сезону 2019—2020, де у 2020 році зайняв 4 місце у другій групі. Наступного сезону клуб змінив назву з «Тростянець-2» на «Тростянець».
У 2020 році ФК «Тростянець» став чемпіоном області обігравши в «золотому матчі» відроджений клуб «Нафтовик» Охтирка.
У другому сезоні серед аматорів тростянчани фінішували шостими.
У сезоні 2021/22 команда відмовилась від участі, а сам турнір призупинили через російське вторгнення в Україну.
Влітку 2023 року команду відновили та заявили для участі в другій лізі.

## Досягнення
Чемпіонат Сумської області
 Чемпіон: 2020
 Срібний призер: 2019
Кубок Сумської області
 Володар (2): 2019, 2020
 Фіналіст: 2018
Суперкубок Сумської області:
 Володар: 2021

## Склад команди
Станом на 13 березня 2025  року відповідно до офіційної заявки на сайті ПФЛ
| №  | Поз. | Нац.    | Гравець            |
| -- | ---- | ------- | ------------------ |
| 1  | ВР   | Україна | Іван Дубовий       |
| 91 | ВР   | Україна | Владислав Рябенко  |
| 2  | ЗХ   | Україна | Юрій Мизюк         |
| 18 | ЗХ   | Україна | Вадим Гордійчук    |
| 36 | ЗХ   | Україна | Віталій Мороховець |
| 88 | ЗХ   | Україна | Даніїл Парфьонов   |
| 4  | ПЗ   | Україна | Богдан Яцина       |
| 7  | ПЗ   | Україна | Максим Чеглов      |
| 8  | ПЗ   | Україна | Тимофій Хуссін     |
| 9  | ПЗ   | Україна | Андрій Сліпухін    |

| №  | Поз. | Нац.    | Гравець                |
| -- | ---- | ------- | ---------------------- |
| 10 | ПЗ   | Україна | Владислав Тишинінов    |
| 11 | ПЗ   | Україна | Павло Замуренко        |
| 17 | ПЗ   | Україна | Вадим Таранушич        |
| 33 | ПЗ   | Україна | Євгеній Мазур          |
| 55 | ПЗ   | Україна | Володимир Король       |
| 77 | ПЗ   | Україна | Станіслав Деревинський |
| 94 | ПЗ   | Україна | Богдан Волошко         |
| 13 | НП   | Україна | Михайло Сергійчук      |
| 78 | НП   | Україна | Владислав Шаповал      |
| 99 | ЗХ   | Україна | Максим Коваленко       |

## Статистика виступів
| Сезон   | Ліга                                                   | М                                                      | І                                                      | В                                                      | Н                                                      | П                                                      | ГЗ                                                     | ГП                                                     | О                                                      | Кубок України                                          | Примітка                                               |
| ------- | ------------------------------------------------------ | ------------------------------------------------------ | ------------------------------------------------------ | ------------------------------------------------------ | ------------------------------------------------------ | ------------------------------------------------------ | ------------------------------------------------------ | ------------------------------------------------------ | ------------------------------------------------------ | ------------------------------------------------------ | ------------------------------------------------------ |
| 2021/22 | Друга «Б»                                              | 7 з 16                                                 | 19                                                     | 9                                                      | 4                                                      | 6                                                      | 34                                                     | 29                                                     | 31                                                     | 1/128 фіналу                                           | чемпіонат завершено достроково                         |
| 2022/23 | не брав участь із збереженням професіонального статусу | не брав участь із збереженням професіонального статусу | не брав участь із збереженням професіонального статусу | не брав участь із збереженням професіонального статусу | не брав участь із збереженням професіонального статусу | не брав участь із збереженням професіонального статусу | не брав участь із збереженням професіонального статусу | не брав участь із збереженням професіонального статусу | не брав участь із збереженням професіонального статусу | не брав участь із збереженням професіонального статусу | не брав участь із збереженням професіонального статусу |
| 2023/24 | Друга                                                  | 11 з 15                                                | 26                                                     | 5                                                      | 6                                                      | 15                                                     | 23                                                     | 37                                                     | 21                                                     | 1/32 фіналу                                            |                                                        |
| 2024/25 | Друга «Б»                                              | 6 з 10                                                 | 18                                                     | 5                                                      | 7                                                      | 6                                                      | 20                                                     | 16                                                     | 22                                                     | 1/64 фіналу                                            |                                                        |